# Фалстаф
Вижте пояснителната страница за други значения на Фалстаф.
Сър Джон Фалстаф (на английски: Sir John Falstaff) е литературен герой, споменат в пет пиеси на английския драматург Уилям Шекспир и появяващ се на сцената в три от тях.
Той е развит като пълноценен герой главно в две от пиесите – „Хенри IV, част 1“ и „Хенри IV, част 2“, където той е спътник и бащинска фигура за престолонаследника и бъдещ крал Хенри V. Във „Веселите уиндзорки“ той е комичен ухажор на две омъжени жени.
Фалстаф е герой и в по-късни произведения, базирани на работите на Шекспир, като операта „Фалстаф“ на Джузепе Верди.